# Krivany
Krivany este o comună slovacă, aflată în districtul Sabinov din regiunea Prešov. Localitatea se află la altitudinea de 426 m deasupra n.m., se întinde pe o suprafață de 18,87 km2 și în 2017 număra 1.233 de locuitori.

## Istoric
Localitatea Krivany este atestată documentar din 1301.

## Demografie
| An:                | 1994 | 2004   | 2014   | 2024   |
| ------------------ | ---- | ------ | ------ | ------ |
| Număr de persoane: | 1061 | 1136   | 1222   | 1281   |
| Diferență:         |      | +7,06% | +7,57% | +4,82% |

| An:                | 2023 | 2024   |
| ------------------ | ---- | ------ |
| Număr de persoane: | 1265 | 1281   |
| Diferență:         |      | +1,26% |